# Hanns Sassmann (Verleger)
Hanns Sassmann (* 30. Juni 1924 in Wien; † 15. Juni 1997 in Graz) war ein österreichischer Verleger. Zwischen 1964 und 1994 leitete er die Styria Media Group; von 1976 bis 1994 war er zudem Herausgeber der Wochenzeitung Die Furche. 

## Leben und Werk
Sassmann war als Jugendlicher im christlichen Widerstand gegen den Nationalsozialismus aktiv, wurde 1943 zur Wehrmacht eingezogen und ein Jahr später schwerverwundet entlassen. In der Nachkriegszeit wirkte er am Wiederaufbau der katholischen Jugendbewegung mit und studierte Geschichte, Germanistik und Philosophie (Promotion 1949). 1951 holte ihn der damalige Generaldirektor Karl Maria Stepan zum Styria-Konzern, den er jedoch bald wieder verließ, um in Köln beim Verlag Kiepenheuer & Witsch als Lektor zu arbeiten (dort betreute er u. a. das Werk von Heinrich Böll). 1954 kehrte er zur Styria nach Graz zurück und war ab 1959 Geschäftsführer des Styria-Zeitungsverlages, ab 1964 des Gesamtkonzernes. Unter seiner Führung übernahm das Unternehmen traditionsreiche Zeitungen wie die „Furche“ und die Tageszeitung Die Presse. 
Sassmann war viele Jahre im Vorstand des Verbandes Österreichischer Zeitungen tätig. 
1956 wurde Hanns Sassmann von Kardinal-Großmeister Nicola Kardinal Canali zum Ritter des Ritterordens vom Heiligen Grab zu Jerusalem ernannt und in der Wiener Hofburgkapelle durch Albert Ohlmeyer OSB, Prior der Südwestdeutschen Ordensprovinz, in Vertretung von Erzbischof Andreas Rohracher, Großprior der österreichischen Statthalterei, in den Päpstlichen Laienorden investiert. 
Seit 1990 war er Mitglied der K.Ö.L. Ferdinandea Graz im Akademischen Bund der K.Ö.L.

## Ehrungen und Auszeichnungen
- Ehrenzeichen für Verdienste um die Befreiung Österreichs
- Ritter vom Heiligen Grab (1956)
- Ehrenmitglied der KÖStV Traungau Graz im ÖCV (1972)
- Ehrenmitglied der KÖHV Carolina Graz im ÖCV (1976)
- Ehrensenator der Universität Graz (1978)
- Ehrenmitglied der ÖkaV Theresiana Wiener Neustadt im ÖCV (1980)
- Ehrenmitglied der K.Ö.St.V. Markomannia Eppenstein Graz im MKV (1980)[2]
- Ehrenmitglied der KÖStV Babenberg Graz im ÖCV (1988)
- Komtur des päpstlichen Gregoriusorden